# Syndicat des radios indépendantes
Pour les articles homonymes, voir Sirti.
Le Syndicat des radios indépendantes (SIRTI), anciennement Syndicat interprofessionnel des radios et télévisions indépendantes, est un syndicat professionnel créé en 1981 qui regroupe 160 radios indépendantes en France.

## Historique
Le syndicat a été créé en juillet 1981 par cinq radios RFM, Génération 2000, le Poste Parisien (Groupe Amaury), Radio Express, Radio Megal'O. Le premier président a été Patrick Meyer, à l'époque Président de RFM.
Le SIRTI à sa création se distinguait de l'ALO, la FNRL, favorables à des radios strictement associatives et non commerciales en défendant le développement de radios commerciales économiquement autonomes et ayant vocation à devenir professionnelles.
Les créateurs pensaient que le développement des télévisions indépendantes suivrait celui des radios, d'où l'appellation se référant à la télévision. Il a pourtant fallu attendre les années 2000 pour qu'un noyau de télévisions indépendantes rejoigne le SIRTI à l'occasion de la concentration entre CanalSat et TPS.
Le 2 juin 2017, Alain Liberty est élu à la tête du SIRTI, qui devient en même temps le Syndicat des radios indépendantes, succédant ainsi à Olivier Ramond.
Le 14 février 2018, le Conseil d'État français rejette la tentative de QPC amorcée par le SIRTI et OÜI FM à l'égard de la nouvelle réglementation sur les quotas radios.
Le 24 mai 2018, le SIRTI présente, à Paris, 21 propositions concrètes pour la future réforme de l'audiovisuel.

## Identité visuelle (logo)

Logo jusqu'en 2014
Logo jusqu'en 2016
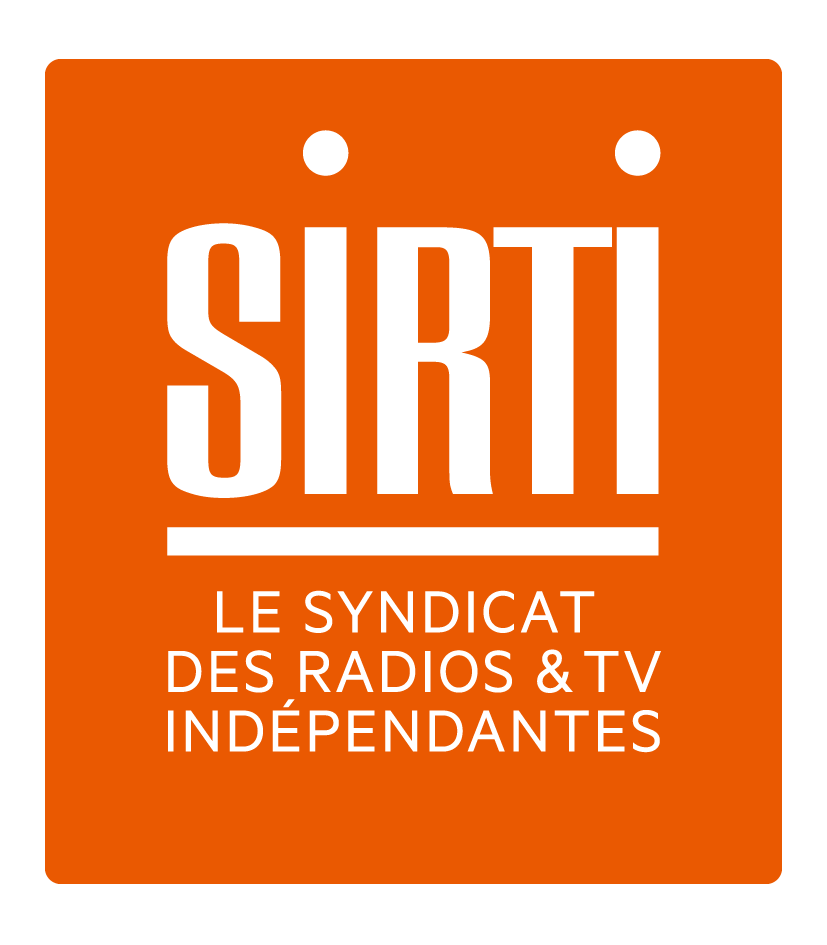
Logo jusqu'en 2016
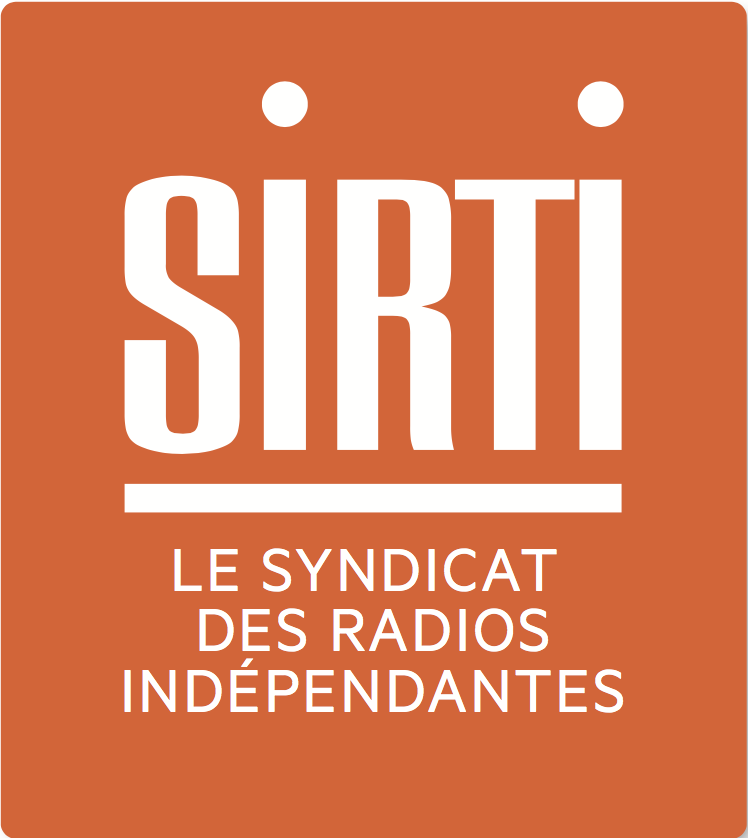
Logo depuis 2017

## Ses actions
Le SIRTI est aux côtés de ses radios adhérentes pour les aider dans leurs démarches avec le CSA (questions de développement, plans de fréquences, syndication…), la SPRE/SACEM (suivi des docssiers, négociations…) aussi pour leur répondre sur des questions sociales (statuts, convention collective, les CDDU, commission arbitrale des journalistes…) ou juridiques (interprétation des règles en matière de publicité, concurrence…).
Le SIRTI milite et agit pour un paysage audiovisuel ouvert, diversifié et pluraliste, dans le cadre d’une régulation garantissant l’égalité entre les éditeurs et la liberté de l’auditeur.
Il intervient régulièrement dans les débats qui concernent l'évolution de l'audiovisuel en menant une action institutionnelle (communiqué, rendez-vous, auditions…).

## Conseil d'administration actuel
Après l'assemblée générale du 30 mai 2017, le conseil d'administration est composé de 9 membres : Daniel Aumiot (FC Radio), Aurélie Bertereau (Hit West), Aude Binder (Radio Dreyeckland), Olivier Fabre (100% Radio), Jérôme Delaveau (Champagne FM) Alain Liberty (Groupe 1981) Tarek Mami (France Maghreb 2), Régis Picot (VFM) et Emmanuel Rials (OÜI FM).
Un Comité d'Orientation de Suivi (COS) représente au sein du Conseil d'Administration le Groupement d'Intérêt Economique Les Indés Radios, il est composé de Bertrand de Villiers (Alouette), Antoine Baduel (Radio FG) et Christophe Mahé (Espace Group).

## Lobbying
Le SIRTI indique à la Haute autorité pour la transparence de la vie publique (HATVP), pour l’année 2018 , des dépenses de lobbying d’un montant compris entre 75 000 et 100 000 euros. Le SIRTI est membre de l'Association Européenne des Radios (AER) dont le bureau est installé à Bruxelles. L'AER défend les intérêts des radios privées auprès des institutions européennes. Elle organise notamment chaque année une convention au Parlement européen autour des sujets radiophoniques, et déclare en 2019 des dépenses de lobbying d’un montant compris entre 100 000 et 200 000 euros.

## Les structures adhérentes
1. 100 % Radio
2. Activ radio
3. Ado FM
4. Africa no 1
5. Alouette
6. Alpes 1
7. Alta Frequenza
8. Aquitaine Radio Live ou ARL
9. Beur FM
10. Beausoleil FM programme Alouette
11. Black Box
12. Bruaysis programme RDL
13. Canal FM
14. Cannes Radio
15. Champagne FM
16. Chante France
17. Cocktail FM programme Radio Cristal
18. Collines FM
19. Contact
20. Delta FM
21. Dici Radio
22. Direct FM
23. Echo FM
24. ECN
25. Est FM
26. Évasion FM
27. FC Radio l'essentiel
28. FG DJ RADIO
29. Flash FM
30. Flor FM
31. FMC Radio
32. Forum
33. France Maghreb 2
34. France Maghreb 2 à Paris
35. Fréquence Grands Lacs
36. Horizon
37. Fréquence Plus
38. Fusion FM
39. Générations
40. GIE Les Indés Radios
41. Grand Lille TV
42. Grand Sud FM
43. Happy FM
44. Hit West
45. Hot Radio
46. Impact FM
47. Jaime Radio
48. Jordanne FM
49. K6 FM
50. Kiss FM
51. KTO
52. La radio programme La Radio Plus
53. La radio de la mer programme OÜI FM
54. La Radio Plus
55. Latina
56. Littoral FM
57. Les Indés Radios
58. Lor'FM
59. Lyon 1re
60. Magic programme Alouette
61. Magnum la radio
62. Metropolys
63. Mistral FM
64. Mixx radio
65. Mona FM
66. Montagne FM
67. MTI
68. Normandie FM programme Tendance Ouest
69. O'FM
70. Océane FM
71. ODS Radio
72. One FM
73. Or FM programme Hot Radio
74. OÜI FM
75. Oxygène Radio
76. Perrine FM
77. Plein air
78. Plein cœur
79. Radio 6
80. Radio 8
81. Radio Alfa
82. Radio Bonheur
83. Radio Caroline
84. Radio Club altitude
85. Radio Côte d'amour
86. Radio Cristal
87. Radio Décibel
88. Radio Dreyeckland
89. Radio Emotion
90. Radio Espace
91. Radio Galaxie programme Évasion FM
92. Radio Inside
93. Radio Intensité
94. Radio ISA
95. Radio Jérico
96. Radio Latina
97. Radio Latitude
98. Radio Liberté
99. Radio Maritima
100. Radio Mélodie
101. Radio Ménergy
102. Radio Mont-Blanc
103. Radio Numéro 1
104. Radio Orient
105. Radio Scoop
106. Radio Star
107. Radio Star Méditerranée
108. Radio Studio 1
109. Radio Vitamine
110. Radiocéan
111. RCN
112. RDC
113. RDL
114. Resonance FM
115. RMB
116. RMN
117. RTS FM
118. RV1
119. RVA
120. RVM
121. Sea FM
122. Sud Radio
123. Sun 101.5
124. Sweet FM
125. Télé Melody
126. Tempo programme Alouette
127. Tendance Ouest
128. TFM
129. Tonic radio
130. Top Music
131. Top Music Selestat
132. Totem
133. Trace Tropical
134. Trace Urban
135. Tropiques FM
136. TVPI
137. Urban Hit
138. Variation
139. VFM
140. Vibration
141. Virage radio
142. Voltage
143. Wit FM[9]